# Arrondissement di Évry
L'arrondissement di Évry è una suddivisione amministrativa francese, situata nel dipartimento dell'Essonne e nella regione dell'Île-de-France.

## Composizione
L'arrondissement di Évry raggruppa 52 comuni in 17 cantoni:
- cantone di Brunoy
- cantone di Corbeil-Essonnes-Est
- cantone di Corbeil-Essonnes-Ovest
- cantone di Draveil
- cantone di Épinay-sous-Sénart
- cantone di Évry-Nord
- cantone di Évry-Sud
- cantone di Grigny
- cantone di Mennecy
- cantone di Milly-la-Forêt
- cantone di Montgeron
- cantone di Morsang-sur-Orge
- cantone di Ris-Orangis
- cantone di Saint-Germain-lès-Corbeil
- cantone di Vigneux-sur-Seine
- cantone di Viry-Châtillon
- cantone di Yerres